# Batangas
Batangas est une province des Philippines située au sud-est de l’île de Luçon, dans la région de Calabarzon. Sa capitale est Batangas City. Elle est délimitée par les provinces de Cavite et Laguna au nord, Quezon à l’est. Elle est bordée au sud par le passage Isla Verde, un bras de mer qui la sépare de l’île de Mindoro et à l'ouest par la Mer de Chine. 
Le volcan Taal est situé dans la province. Son cratère est aujourd'hui un lac. Ce volcan figure dans la liste des volcans de la Décennie (Decade Volcanoes), liste des volcans présentant un risque important pour les populations environnantes. 
La ville de Taal est célèbre pour ses broderies, ses couteaux et ses saucisses. En outre, elle reste, avec Vigan City, l'un des sites culturels les mieux conservés de l'ère coloniale espagnole aux Philippines. 
La province est l'une des destinations touristiques les plus privilégiées par les touristes, locaux comme étrangers. La province bénéficie notamment d'excellents sites pour la plongée.
Son code ISO 3166-2:PH des subdivisions territoriales des Philippines est BTG.

## Nom
Le premier nom en record de la province est Kumintang. Les Espagnols changent ce nom en Bonbon, puis a Balayan, d'après le nom de la capitale de la province. Lorsque les Espagnols transférèrent la capitale à Batangas, le nom de la province changea reprenant celui de sa nouvelle capitale.
Le mot Batangas est dérivé de Batang, le mot local pour désigner un radeau, radeau que les natifs utilisent pour naviguer la rivière Calumpang et le lac du Taal. 
La terminologie Batangueño ou Batangueña signifie une personne ou une chose de Batangas. Mais nouvellement, les locaux utilisent le mot ancien ‘Batangan’ comme un adjectif qui signifie quelque chose en relation avec Batangas.

## Langue
Batangas est aussi connue comme étant le « Cœur de la langue tagalog ». Le dialecte du tagalog qui y est parlé ressemble au tagalog en usage avant l’arrivée des Espagnols en 1521. Ce dialecte est populaire pour son utilisation de la particule ‘eh’ ou ‘ga’, équivalent à ‘ba’ du tagalog parlé à Manille. 
L’anglais est globalement bien compris dans la province, plus d'habitants ayant désormais accès à l'éducation où il est enseigné. L'importante minorité issue de la nouvelle immigration des régions du sud des Philippines parle les langues Visayas.

## Municipalités
- Agoncillo
- Alitagtag
- Balayan
- Balete
- Bauan
- Calaca
- Calatagan
- Cuenca
- Ibaan
- Laurel
- Lemery
- Lian
- Lobo
- Mabini
- Malvar
- Mataasnakahoy
- Nasugbu
- Padre Garcia
- Rosario
- San Jose
- San Juan
- San Luis
- San Nicolas
- San Pascual
- Santa Teresita
- Santo Tomas
- Taal
- Talisay
- Taysan
- Tingloy
- Tuy

## Histoire
Pendant la Seconde Guerre mondiale, Batangas fut envahie par l'armée impériale japonaise qui y commit une pléthore d'exactions contre les civils dont les massacres de 328 civils à Bauan, 320 à Taal, 300 à Cuenca, 107 à San Jose et 39 à Lucero.